# Twilight Time
Twilight Time — музичний альбом гурту Stratovarius. Виданий 1992 року. Загальна тривалість композицій становить 42:03. Альбом відносять до напрямку важкий метал, павер-метал, прогресивний метал.

## Список пісень
1. Break The Ice (4:42)
2. The Hands Of Time (5:36)
3. Madness Strikes At Midnight (7:19)
4. Metal Frenzy (2:20)
5. Twilight Time (5:51)
6. The Hills Have Eyes (6:20)
7. Out Of The Shadows (4:10)
8. Lead Us Into The Light (5:45)